# مادربزرگ رو بذار توی فریزر
مادربزرگ رو بذار توی فریزر (ایتالیایی: Metti la nonna in freezer) یک فیلم کمدی ایتالیایی به کارگردانی «جانکارلو فونتانا» و «جوزپه استازی» است که در سال ۲۰۱۸ منتشر شد.

## بازیگران
- فابیو د لوئیجی
- میریام لئونه
- اروس پاگنی
- باربارا بوشه
- جووانی اسپوزیتو
- مارینا روکو
- لوچیا اوکونه